# Sketches of Spain
| 전문가 평가                       | 전문가 평가 |
| 평가 점수                         | 평가 점수   |
| 출처                              | 점수        |
| --------------------------------- | ----------- |
| AllMusic                          | [ 4 ]       |
| DownBeat                          | [ 3 ]       |
| The Encyclopedia of Popular Music | [ 5 ]       |
| MusicHound Jazz                   | 4.5/5       |
| The Penguin Guide to Jazz         | [ 7 ]       |
| Pitchfork                         | 10/10       |
| PopMatters                        | 10/10       |
| Q                                 | [ 10 ]      |
| The Rolling Stone Album Guide     | [ 11 ]      |
| Sputnikmusic                      | 4/5         |

《Sketches of Spain》은 1959년 11월부터 1960년 3월 사이에 뉴욕의 컬럼비아 30번가 스튜디오에서 녹음된 마일스 데이비스의 스튜디오 음반이다. 호아킨 로드리고의 《아랑후에스 협주곡》 (1939년)의 2악장에는 마누엘 데 파야의 《사랑은 마법사》 (1914년~1915년)의 〈Will o' the Wisp〉라는 곡이 수록되어 있다. 《Sketches of Spain》는 재즈, 유럽 고전, 월드 뮤직의 음악의 퓨전인 서드 스트림의 전형으로 여겨진다.

## 배경
데이비스의 아내 프랜시스 데이비스는 그가 플라멩코 댄서 로베르토 이글레시아스의 공연에 동행할 것을 주장했다. 이 공연에서 영감을 받은 데이비스는 뉴욕의 콜로니 레코드 가게에서 살 수 있는 모든 플라멩코 음반을 샀다.

이 음반은 데이비스가 편곡가이자 작곡가인 길 에번스와 함께 스페인 민속 전통에서 주로 파생된 작곡 프로그램을 만들었다. 에번스는 다음과 같이 말했다. 
우리는 스페인풍 음반을 만들 계획은 없었어요. 단지 《아랑후에스 협주곡》만 하려고 했죠. 마일스의 한 친구가 그 곡이 담긴 유일한 음반을 그에게 줬고, 마일스는 그걸 뉴욕으로 가져왔어요. 악보가 없었기 때문에 저는 그 음반을 들으면서 직접 음악을 받아 적었죠. 그렇게 하다 보니, 우리는 스페인의 다른 민속 음악, 클럽에서 연주되는 음악들을 듣기 시작했어요... 그렇게 해서 많은 걸 배우게 되었고, 결국 스페인풍 음반이 된 거죠. 로드리고의 곡은, 그 멜로디가 정말 아름답잖아요. 너무 강렬한 곡이에요. 저는 그걸 하게 돼서 너무 기뻤어요.
음반에 수록된 민속 음악들은 갈리시아주와 안달루시아주에서 앨런 로맥스가 녹음한 음원들에서 영감을 받았으며, 이 녹음들은 1955년 컬럼비아 마스터웍스를 통해 발매되었다.

## 곡 목록
| #  | 제목                               | 작곡            | 재생 시간 |
| -- | ---------------------------------- | --------------- | --------- |
| 1. | 〈Concierto de Aranjuez (Adagio)〉 | 호아킨 로드리고 | 16:19     |
| 2. | 〈Will o' the Wisp〉               | 마누엘 데 파야  | 3:47      |

| #  | 제목                                 | 작곡      | 재생 시간 |
| -- | ------------------------------------ | --------- | --------- |
| 1. | 〈The Pan Piper (Alborada de Vigo)〉 | 편곡      | 3:52      |
| 2. | 〈Saeta〉                            | 길 에번스 | 5:06      |
| 3. | 〈Solea〉                            | 에번스    | 12:15     |

## 인증
| 국가                        | 인증     | 판매량/출하량 |
| --------------------------- | -------- | ------------- |
| 영국 (BPI) sales since 1997 | 실버     | 60,000^       |
| 미국 (RIAA)                 | 플래티넘 | 861,000       |
| ^출하량을 기반으로 한 인증  |          |               |